# Bailleau-le-Pin
Bailleau-le-Pin – miejscowość i gmina we Francji, w Regionie Centralnym, w departamencie Eure-et-Loir.
Według danych na rok 1990 gminę zamieszkiwało 1495 osób, a gęstość zaludnienia wynosiła 90 osób/km² (wśród 1842 gmin Regionu Centralnego Bailleau-le-Pin plasuje się na 262. miejscu pod względem liczby ludności, natomiast pod względem powierzchni na miejscu 808.).